# Engelbert Kaempfer
Engelbert Kaempfer (Lemgo, 16 de setembro de 1651 — Lemgo, 2 de novembro de 1716) foi um médico e viajante alemão.
Nasceu em Lemgo, principado de Lipa, na Vestfália, onde seu pai era pastor. Estudou em Hamelin, Luneburgo, Hamburgo, Lubeque e Danzigue, e após obter o doutorado em Cracóvia, passou quatro anos em Königsberg na Prússia, estudando medicina e história natural.

## Viagens

### Pérsia
Em 1681, visitou Uppsala, na Suécia, onde lhe ofereceram estímulos para permanecer; porém, seu desejo de viajar ao estrangeiro levou-o a aceitar a secretaria de uma embaixada que Carlos XI enviou através da Rússia ao Império Safávida, em 1683. Kaempfer alcançou a Pérsia por Moscou, Kazan e Astrakhan, chegando em Nizabad, na Daguestão, após uma viagem pelo Mar Cáspio; de Shemakha, em Shirvan, fez uma expedição até a Península Baku, sendo talvez o primeiro cientista moderno a visitar esta região. Em 1684, chegou em Isfaão, que na época era a capital persa. Depois de uma estadia de mais de um ano a embaixada sueca se preparou para retornar, porém, Kaempfer juntou-se à frota da Companhia Neerlandesa das Índias Orientais no Golfo Pérsico como cirurgião-chefe e, apesar da febre que o acometeu em Bandar Abbas, encontrou oportunidade de visitar à Arábia e a região da costa ocidental da Índia.

### Japão

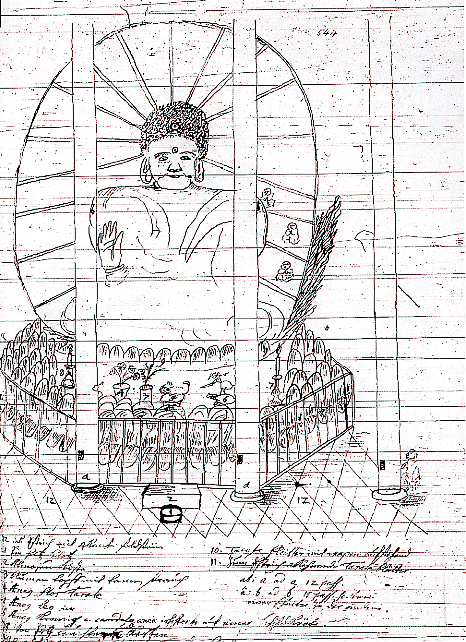
Esboço de Kaempfer de Kyoto Daibutsu

Em setembro de 1689 viajou para Jacarta. Passou o inverno seguinte estudando a história natural javanesa e, em maio de 1690, viajou para o Japão como médico. O navio em que viajou atracou no Sião, cuja capital visitou, posteriormente, em setembro de 1690, chegou à costa de Nagasáqui, na época o único porto aberto aos estrangeiros. 
Kaempfer permaneceu dois anos no Japão, durante os quais visitou duas vezes Tóquio, e lá o xogun Tokugawa Tsunayoshi. Quando revisitou Nagasaki, em fevereiro de 1691, tornou-se o primeiro cientista ocidental a descrever a árvore Ginkgo biloba, que os cientistas daquela época acreditavam estar extinta. Trouxe algumas sementes quando do seu retorno à Europa, plantando no jardim botânico da cidade de Utrecht, Holanda, onde ainda podem ser vistas até hoje. Durante sua estadia no Japão utilizou as suas habilidades médicas para superar a discrição habitual dos nativos, permitindo-lhe obter muitas informações valiosas. Em novembro de 1692, saiu do Japão para Java e daí para a Europa, chegando em Amesterdão, em outubro de 1693. Recebeu o grau de doutor em medicina (M.D.) em Leiden, e passou a residir na sua cidade natal, exercendo a profissão de médico no condado de Lippe. Morreu em Lemgo, em 1716.
Foi ele que introduziu a acupuntura na Europa

## Manuscritos
Com a morte de Kaempfer, a maioria dos seus manuscritos não publicados foram comprados por Sir Hans Sloane, e levados para Inglaterra. Entre eles, um era sobre a História do Japão. Este manuscrito foi traduzido para o inglês por J.G. Scheuchzer e publicado em Londres em dois volumes, em 1727. O original em alemão nunca foi publicado. Além da história japonesa, este livro contém uma descrição do estado político, social e físico do país no século XVII. O livro ainda não é obsoleto, sendo ainda uma fonte importante de informações para o leitor em geral. Os manuscritos originais de Kaempfer são mantidos atualmente sob os cuidados do Museu Britânico, em Londres. 